# Manuel Charr
Manuel Charr (født Mahmoud Omeirat Charr 10. oktober 1984) er en libanesisk-født syrisk professionel bokser, der har bokset om WBC sværvægts-titlen.

## Historie
Manuel Charr startede sin kampsportskarriere med thaiboksning i en alder af 17 år. To år senere blev han den yngste tyske mester nogensinde i Muay Thai. I 2005 blev han tysk mester og europæisk mester i thaiboksning i en alder af 19. På grund af sin rekordliste i Thai Boxing blev Manuel Charr i 2000 inviteret til en træningslejr for professionelle boksere i det berømte Max Schmeling Gym i Berlin. Her startede hans professionelle boksekarriere under tilsyn af den berømte tyske boksetræner Ulli Wegner.

## Thai boxing
- 2003 German Champion in Muay Thai
- 2003 “Killerdom” Champion in Amsterdam
- 2005 German Champion in Thai-Boxing
- 2005 European Champion in Kick-Boxing (I.K.B.O)
- 2005 World Champion in Thai-Boxing (I.K.B.O)
- Nickname: Uncle Sam

## Amateur boxing
- 2002 TeutoCup Champion (Germany)
- 2003 District Champion (Germany)
- 2004 Westfahlen Champion (Germany)
- 2004 Western German Champion

## Professionel boksning
Charr var sat til at møde WBC-verdensmester Vitali Klitschko den 8. september 2012 i Moskva i Rusland for om WBC-verdensmester-titlen.
Charr dukkede op under pressekonferencen efter David Haye-Dereck Chisora-kampen den 14. juli (Haye vandt via TKO i 5. omgang) for at udfordre Haye, efter at have lovet at besejre Klitschko i september.
Klitschko vandt kampen via TKO, da Charr skulle stoppes på grund af et cut fra Vitalis slag. Charr protesterede stærkt modstanden, men afgørelsen gav Charr det første nederlag i sin professionelle karriere.
I 2015 blev han i Rusland knockout-besejret i 5. omgang. af lettiske Mairis Briedis.